# Der Emes (Verlag)
Der Emes (jiddisch דער עמעס, russisch пра́вда Prawda, deutsch ‚die Wahrheit‘) war ein sowjetischer Verlag, der von den frühen 1920er Jahren bis zum November 1948 tätig war. Er befand sich in Moskau. In den Kriegsjahren (von 1941 bis 1944) wurde er nach Kuibyschew evakuiert. Ab 1941 gehörte er dem Verband der staatlichen Buch- und Zeitschriftenverlage (OGIZ) an.
Von 1921 bis 1930 publizierte der Verlag die gleichnamige Zeitung Der Emes, das offizielle Organ der Jewsekzija (Jüdische Abteilung) des Zentralkomitees der Kommunistischen Partei der Sowjetunion und die beliebteste jüdische Publikation ihrer Zeit im Land. Im Januar 1939 begann im ganzen Staat eine Kampagne gegen die jiddische Kultur, und die Zeitung wurde für immer geschlossen.
Der Verlag konzentrierte sich hauptsächlich auf die Publikation von Fiktion in der jiddischen Sprache sowie auf Übersetzungen aus dem Jiddischen ins Russische. Die Nachfolge des hingerichteten Mosche Litwakow (1875–1939) in der Leitung des Verlages hatte Lejb Strongin (1896–1968) übernommen.
Kurz nach der Schließung des Verlags wurden Direktor L. I. Strongin, der Chefredakteur Moissei Solomonowitsch Belenki und ein Teil der Belegschaft festgenommen.
Der gesamte Redaktions- und Verlagskomplex Der Emes (Verlag, Redaktion und eigene Druckerei) befand sich im ehemaligen Haupthaus des Stadthauses von T. N. Schtscherbakow—Arbatski in Moskau, Ul. Pokrowka, 9.

## Druckerei „Der Emes“

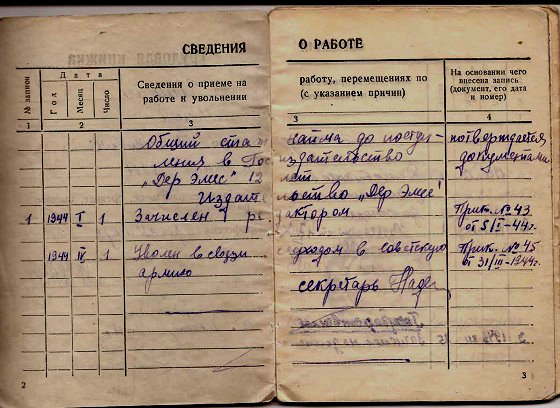
Das Arbeitsbuch von M. I. Itkin, einem der Herausgeber des Verlags

In den 1920er und 1930er Jahren wurden auf vorrevolutionären Matrizen in der Druckerei Der Emes mehreren Bände des Enzyklopädisches Wörterbuch der Brüder Granat nachgedruckt, einschließlich des 3. und 5. Teils des 36. Bandes.
Die Druckerei führte auch regelmäßig Aufträge zum Druck von Büchern anderer Moskauer Verlage durch.
Für das Verlagshaus „Junge Garde“ wurde 1931 ein Buch Sewernaja ochota (russisch Северная охота, wiss. Transliteration Severnaja ochota „Nördliche Jagd“), eine Zusammenstellung von Geschichten für Kinder des Autors W. G. Tan (1865–1936), in einer Auflage von 25.155 Exemplaren gedruckt. Für denselben Verlag im Dezember 1934, unmittelbar nach der Ermordung des  Politikers Sergei Mironowitsch Kirow (geb. 1886; ermordet am 1. Dezember 1934) (Leningrader Parteisekretär), führte die Druckerei Der Emes eine Notverfügung aus: das Buch „S. M. Kirow. Zum Gedenken an der Führer, Kameraden, Freund“ erschien mit den folgenden Ausgabedaten:
Издательство «Молодая гвардия», 1934 г.
Выпущена в связи с убийством Кирова 1 декабря 1934 года в 16 часов 30 минут в Ленинграде.
Подписано к печати 4 декабря в типографии «Дер Эмес», Москва, Покровка, 9. Тираж 50.000
Herausgeber „Junge Garde“, 1934
Im Zusammenhang mit dem Mord an Kirow am 1. Dezember 1934 um 16.30 Uhr in Leningrad veröffentlicht. Unterzeichnet zur Veröffentlichung am 4. Dezember in der Druckerei Der Emes, Moskau, Pokrowka, 9. Auflage 50.000.
Ein weiterer Notfallauftrag über 125.000 Exemplare wurde 1933 für Partisdat ausgeführt. Fritz Heckerts Broschüre Was geht in Deutschland vor?, die sich mit der Analyse der Situation nach der Machtergreifung Hitlers befasste, wurde am 13. April um 16.00 Uhr zum Satz angenommen und am 14. April um 03.00 Uhr zur Veröffentlichung unterzeichnet.

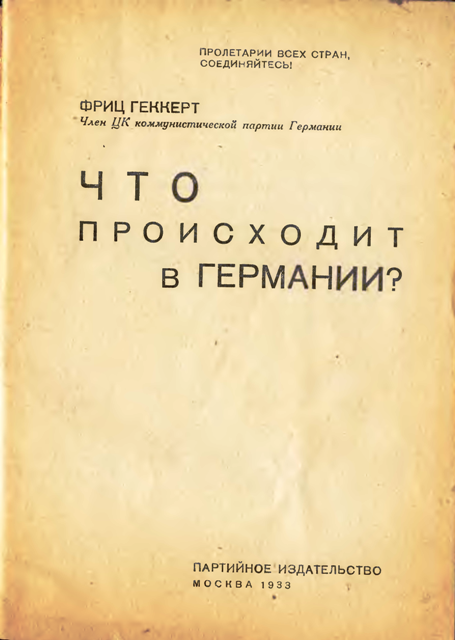
Fritz Heckert: Что происходит в Германии (Was geht in Deutschland vor?) - M[oskau]: Partisdat. Druckerei Der Emes, 14. April 1934.
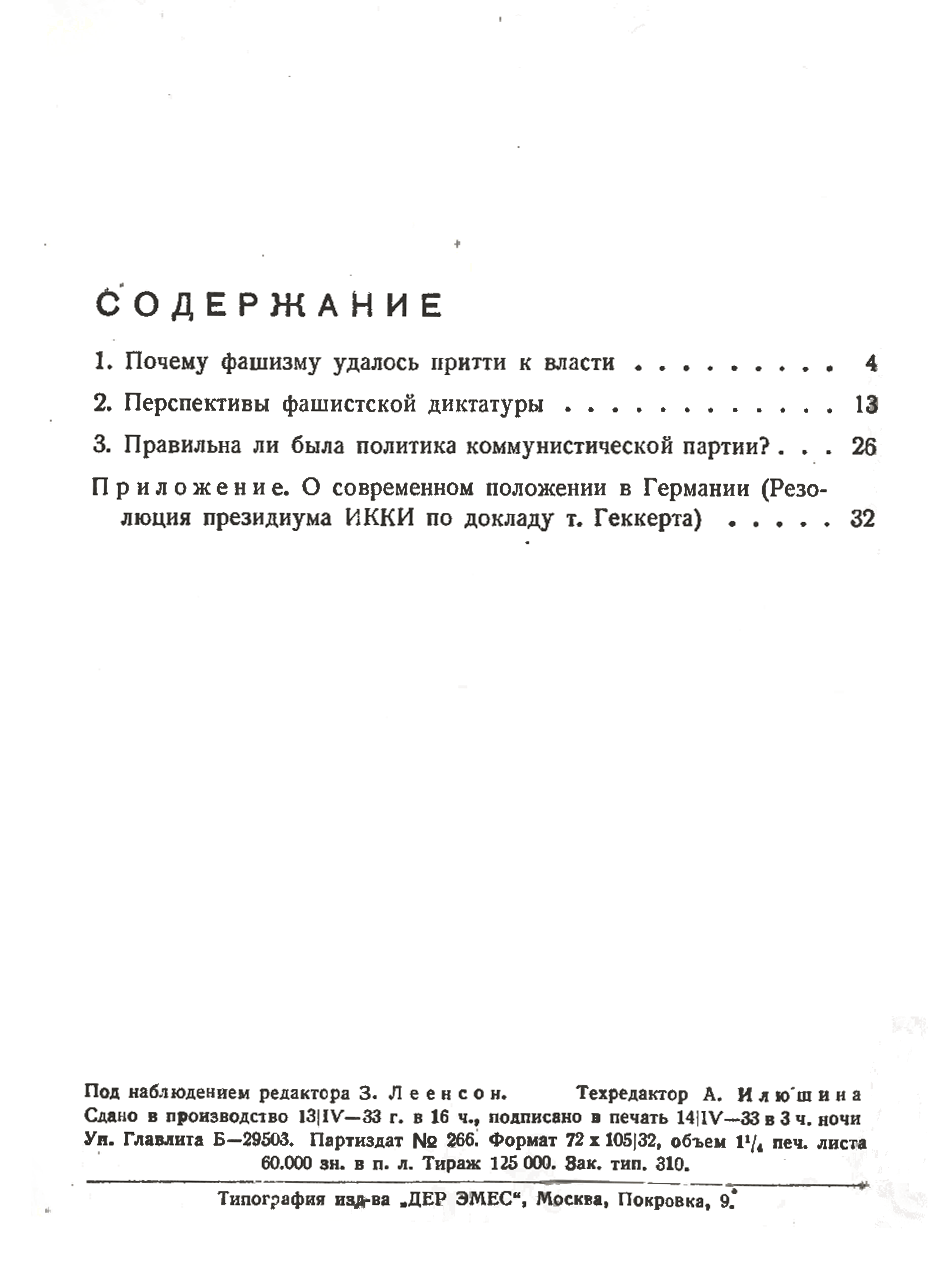
Fritz Heckert Что происходит в Германии (Was geht in Deutschland vor?) (1934). Inhaltsverzeichnis und Impressum.